# Бих Анатолій Іванович
Бих Анатолій Іванович (нар. 27 січня 1940, м. Харків, УРСР — 18 березня 2021, м. Харків, Україна) — український науковець, фахівець у галузі електротехніки та біомедичних пристроїв, доктор фізико-математичних наук, професор, завідувач кафедри біомедичних електронних пристроїв та систем Харківського національного університету радіоелектроніки у період з 1996 по 2017.

## Біографія
Анатолій Бих народився 27 січня 1940 року в місті Харкові.
У 1961 році він закінчив Харківський гірничий інститут (ХГІ), і вже з 1962 року почав працювати у луганській філії інституту «Дніпровуглемаш», де був співробітником до 1965 року.
З 1965 року він почав працювати на кафедрі автоматики і телемеханіки у Харківському інституті гірничого машинобудування, автоматики й обчислювальної техніки, де наступного року його було переведено на посаду старшого викладача кафедри технічної електроніки.
У період з 1969 по 1973 роки Анатолій Бих навчався в аспірантурі Харківського інституту радіоелектроніки, після закінчення якої ним була захищена дисертація «Дослідження електрохемілюмінесценції з метою створення приладів і пристроїв електронної техніки» на здобуття наукового ступеню кандидата технічних наук.
З 1972 року по 1975 рік він працював на різних посадах (асистента, старшого викладача) на кафедрах технічної електроніки та фізики надвисоких частот (ФНВЧ).
З 1975 року по 1979 рік Анатолій Бих працює на посаді доцента кафедри фізики надвисоких частот.
У 1976 році він стає деканом факультету електроніки. Цю посаду він обіймає до 1980 року.
З 1979 року його обрали завідувачем кафедри теоретичних основ електротехніки.
У період з 1985 по 1987 роки він працює на посаді старшого наукового співробітника для підготовки дисертації.
Анатолієм Бихом у 1990 році була захищена докторська дисертація «Теоретичні та експериментальні дослідження електрохемілюмінесценції і розробка приладів і пристроїв рідкофазної електроніки». Вже наступного року (1991) він стає професором.
З 1996 по 2017 роки працює завідувачем кафедри біомедичних електронних пристроїв та систем (згодом — кафедра біомедичної електроніки, зараз — біомедичної інженерії) Харківського національного університету радіоелектроніки.
З 2017 року він — професор кафедри біомедичної інженерії Харківського національного університету радіоелектроніки.
Помер 18 березня 2021 року у місті Харкові.

## Наукова робота
Анатолій Бих — засновник і у минулому керівник наукової школи по дослідженню електрохемілюмінесценції (ЕХЛ), яка мала на меті створення та розробку приладів та пристроїв різноманітного призначення (від медичних до мікроелектронних). Дослідницька група була заснована у 1968 році і дослідувала теоретичні основи електрохемілюмінесценції, механізми, що зумовлюють виникнення рідкофазної ЕХЛ складних органічних сполук при електролізі розчин-електролітів, вивчала методи та умови збудження ЕХЛ-елементів, спектральні характеристики композицій з електроактивними сполуками, які генерують ЕХЛ. Займалася розробкою апаратних та програмних засобів накопичення, обробки та відображення інформації при проведенні досліджень на комплексі електрохемілюмінесцентної апаратури, виготовленням ефективних ЕХЛ-випромінювачів і установок для вимірювання інтенсивності ЕХЛ-випромінювачів, а також методик дослідження ЕХЛ-випромінювачів. Були розроблені пристрої для збудження імпульсної ЕХЛ. Також група займалася створенням ЕХЛ-аналізаторів для різноманітних рідин та поверхонь твердих електропровідних тіл.
Окрім того, ним було підготовано 3 доктори наук (М. М. Рожицький, I.В. Свир, О. В. Висоцька) та 14 кандидатів наук.
Анатолій Бих є членом редколегії спеціалізованих журналів «Прикладна радіоелектроніка», «Біоніка інтелекту», «Клінічна інформатика и телемедицина», «Біомедична інженерія».

## Творчий доробок
Анатолій Бих — автор понад 300 наукових публікацій. У його творчому доробку 5 монографій, 7 навчальних посібників, понад 40 патентів та різноманітних винаходів:
- Бых А., Огороднейчук И., Худенский Ю. Оптохемотроника. — 1978. 144 с.[15]
- Бых А., Александров Ю., Кобзев В., Махова В. Линейные электрические цепи в примерах и задачах. — К.:Вища шк., 1991. — 116 с.
- Бых А., Каховская В., Кобзев В. Теория электрических и магнитных цепей. — К.: ИСИО, 1996. — 320 с.
- Бых А., Каховская В., Кобзев В. Нелинейные электрические цепи. — Х.: ХТУРЭ, 1999. — 84 с.
- Бых А., Рожицкий Н., Красноголовец М. Электрохимическая люминесценция. — Х.: ХТУРЭ, 2000. — 320 с.
- Жук М., Дацок О. Апарати медичної діагностики та терапії/ за заг. ред. А. І. Биха. — Х.: ХНУРЕ, 2010. — Ч. 1. — 312 с.
- Bykh А., Kukoba А. Development of Evaluation Criteria and Optimization of Electro-chemiluminescent Composition for Analyzing the Heterogeneity of Conducting Surfaces // Telecommunications and Radio Engineering. — 1999. — Vol.53, No 7–8. — Р. 166—170.

## Нагороди
- Почесна грамота Верховної Ради України[16]
- Державна стипендія для видатних діячів науки, освіти, культури і мистецтва, охорони здоров'я, фізичної культури і спорту та інформаційної сфери[17]
- Почесна грамота Міністерства освіти і науки України
- Знак «Відмінник освіти України»
- Нагрудний знак "За наукові досягнення"
- Почесна грамота Президії академії медичних наук України
- Диплом «Переможець конкурсу ХНУРЕ — кращий за фахом» (серед завідувачів кафедр)[8].